# パルテナの鏡シリーズ
パルテナの鏡シリーズ（パルテナのかがみシリーズ）は、任天堂発売のアクションゲームシリーズの総称。

## 概要
シリーズ通してピットを主人公としたアクションゲームのシリーズ。
『光神話 パルテナの鏡』は大澤徹の私生活から影響を受けた要素が多く登場しており、ゲームの設定は大澤が興味を示していたギリシャ神話を元にしている。実在の人物や他作品のオマージュがあり、「メガネハナーン」の由来は作曲家の田中宏和の眼鏡と鼻、「ナスビ使い」は大澤の好物であるナスと任天堂が1984年に発売した『レッキングクルー』のナスビ仮面のオマージュ、「コメト」は『メトロイド』の敵キャラとデザインがよく似ており、名称も「子メトロイド」から来ているという。

## シリーズ一覧
| 1986 | 光神話 パルテナの鏡               |
| 1987 |                                   |
| 1988 |                                   |
| 1989 |                                   |
| 1990 |                                   |
| 1991 | Kid Icarus: Of Myths and Monsters |
| 1992 |                                   |
| 1993 |                                   |
| 1994 |                                   |
| 1995 |                                   |
| 1996 |                                   |
| 1997 |                                   |
| 1998 |                                   |
| 1999 |                                   |
| 2000 |                                   |
| 2001 |                                   |
| 2002 |                                   |
| 2003 |                                   |
| 2004 |                                   |
| 2005 |                                   |
| 2006 |                                   |
| 2007 |                                   |
| 2008 |                                   |
| 2009 |                                   |
| 2010 |                                   |
| 2011 |                                   |
| 2012 | 新・光神話 パルテナの鏡           |

- 光神話 パルテナの鏡（1986年12月19日、ファミリーコンピュータ）
- Kid Icarus: Of Myths and Monsters（1991年、ゲームボーイ）
- 新・光神話 パルテナの鏡（2012年3月22日、ニンテンドー3DS）